# Broadway-Lafayette Street (Sixth Avenue Line)
Broadway-Lafayette Street is een station van de metro van New York aan de Sixth Avenue Line in Manhattan. Het station is geopend in 1936. De lijnen  maken gebruik van dit station.
 ·  ·  ·  ·  ·  ·  ·  ·  · 
- Virtual International Authority File: 989155284791387061624